# Masoreti
I Masoreti (ba'alei hamasorah, ebraico בעלי המסורה) furono eruditi e scribi ebrei che tra il VII e l'XI secolo d.C. si riunirono prevalentemente nelle città di Tiberiade e Gerusalemme per studiare e sistematizzare la Tanakh (la raccolta di testi che, con qualche differenza, corrisponde all'Antico Testamento). Procedettero alla progressiva eliminazione di tutto ciò che essi giudicarono errori, deformazioni del testo e aggiunte inserite dai vari copisti, accumulate nel corso dei secoli, e alla minuziosa revisione dell'intera Tanakh per la comunità giudaica.
Essi accompagnarono il testo con annotazioni statistiche che avevano lo scopo di facilitare il controllo delle copie, come ad esempio l'individuazione della parola centrale di ogni libro ed il numero di parole e perfino di lettere presenti nello stesso.
Il più antico testo da loro realizzato è il Codice Babilonese e la loro opera contribuì grandemente a preservare la Tanakh nel corso del Medioevo.